# Pentapodus vitta
Pentapodus vitta là một loài cá biển thuộc chi Pentapodus trong họ Cá lượng. Loài cá này được mô tả lần đầu tiên vào năm 1824.

## Từ nguyên
Từ định danh vitta trong tiếng Latinh nghĩa là "dải, sọc", hàm ý đề cập đến sọc nâu sẫm ở hai bên lườn của loài này, từ chóp mõm băng qua mắt kéo dài dọc theo nửa trên của cơ thể.

## Phân bố và môi trường sống
P. vitta là loài đặc hữu của bang Tây Úc, có phân bố trải dài từ quần đảo Dampier đến vịnh King George. P. vitta sống trên nền đáy bùn cát gần các rạn san hô và ám tiêu, cũng như thảm cỏ biển, độ sâu đến khoảng 38 m.

## Mô tả
Chiều dài cơ thể lớn nhất được ghi nhận ở P. vitta là 28 cm.
Số gai vây lưng: 10; Số tia vây lưng: 9; Số gai vây hậu môn: 3; Số tia vây hậu môn: 7; Số gai vây bụng: 1; Số tia vây bụng: 5.

## Sinh thái
Thức ăn của P. vitta là cá nhỏ, giáp xác và giun nhiều tơ. Tuổi thọ lớn nhất được ghi nhận ở loài này là 8 năm, cá đực phát triển nhanh hơn và có kích thước lớn hơn cá cái. Cá trưởng thành vào cuối năm đầu tiên của cuộc đời. Mùa sinh sản diễn ra từ tháng 10 đến tháng 1 năm sau.

## Sử dụng
P. vitta được bán với số lượng nhỏ tại các chợ cá địa phương. Loài này thường hay bị mắc lưới kéo tôm và là mục tiêu nhắm tới trong hoạt động câu cá giải trí ở vịnh Shark.